# منارة الأمل
منارة الأمل (بالإنجليزية: A Beacon of Hope) كان تقريرًا أصدرته اللجنة الاستشارية الأمريكية حول شئون التعليم والثقافة الدولية في عام 1963 حول برامج تبادل الحرب الباردة للولايات المتحدة، والتي أدت إلى جلب الفنانين والمعلمين والطلاب الأجانب إلى الولايات المتحدة، وإرسال الفنانين والمعلمين والطلاب الأمريكيين إلى دول أخرى.

## وصلات خارجية
- A Beacon of Hope full text from Open Library

‌